# Henry Drayton (cónego)
Henry Drayton (fl. anos 1410 - c. anos 1430) foi um cónego de Windsor de 1411 a 1413.

## Carreira
Ele foi nomeado:
- Vigário de West Drayton
- Reitor de Hilgay, Norfolk
- Custos da Capela Livre de São Radegundo na Catedral de São Paulo, 1407
- Reitor de St. Giles-without-Cripplegate 1407
- Reitor da Igreja Antiga de São Pancras, 1434

Ele foi nomeado para a quarta bancada na Capela de São Jorge, Castelo de Windsor, em 1411, e manteve-se na bancada até 1413.